# كوبا سنترو أمريكانا 2011
كأس أمريكا الوسطى 2011 كانت البطولة الحادية عشر من البطولة سابقا يطلق عليها كأس يونكاف للأمم. يتم تنظيم المسابقة للفرق الوطنية في كونكاكاف دول أمريكا الوسطى والمقرر أن تستضيفها بنما من 14 يناير إلى 23 يناير 2011. الفرق ال5 الأفضل في البطولة ستتأهل للمشاركة في كأس الكونكاكاف الذهبية 2011. قرعة دور المجموعات أجريت يوم 2 سبتمبر 2010 في بنما سيتي.

## الفرق المشاركة
- بليز
- كوستاريكا
- السلفادور
- غواتيمالا
- هندوراس
- نيكاراغوا
- بنما

## الأماكن
جميع مباريات البطولة سوف تلعب على ملعب روميل فيرنانديز في مدينة بنما.
| مدينة بنماكوبا سنترو أمريكانا 2011 (بنما) | مدينة بنما           |
| ----------------------------------------- | -------------------- |
| مدينة بنماكوبا سنترو أمريكانا 2011 (بنما) | ملعب روميل فيرنانديز |
| مدينة بنماكوبا سنترو أمريكانا 2011 (بنما) | السعة: 32,000        |
| مدينة بنماكوبا سنترو أمريكانا 2011 (بنما) |                      |

## دور المجموعات
جميع الأوقات حسب المحلي، توقيت بنما (ت ع م-05:00).

### المجموعة 1
| فريق      | نقاط | فرق | عليه | له | خ | ت | ف | لعب |
| --------- | ---- | --- | ---- | -- | - | - | - | --- |
| بنما      | 9    | 6+  | 0    | 6  | 0 | 0 | 3 | 3   |
| السلفادور | 6    | 3+  | 4    | 7  | 1 | 0 | 2 | 3   |
| نيكاراغوا | 1    | 4−  | 5    | 1  | 2 | 1 | 0 | 3   |
| بليز      | 1    | 5−  | 8    | 3  | 2 | 1 | 0 | 3   |

| السلفادور             | 2–0   | نيكاراغوا |
| --------------------- | ----- | --------- |
| ألاس 70' · بورغوس 75' | تقرير |           |

| بنما                   | 2–0   | بليز |
| ---------------------- | ----- | ---- |
| أغيلار 22' · براون 28' | تقرير |      |

| بليز                            | 2–5   | السلفادور                                              |
| ------------------------------- | ----- | ------------------------------------------------------ |
| سميث 45+1' (ضرب.) · خيمينيز 76' | تقرير | روميرو 15' · بورغوس 24'، 46' · ألاس 54' · أومانزور 59' |

| بنما                    | 2–0   | نيكاراغوا |
| ----------------------- | ----- | --------- |
| كوبر 15' · رينتيريا 80' | تقرير |           |

| نيكاراغوا           | 1–1   | بليز        |
| ------------------- | ----- | ----------- |
| إسبينوزا 10' (ضرب.) | تقرير | خيمينيز 81' |

| بنما                  | 2–0   | السلفادور |
| --------------------- | ----- | --------- |
| أغيلار 25' · كوبر 79' | تقرير |           |

### المجموعة 2
| فريق      | نقاط | فرق | عليه | له | خ | ت | ف | لعب |
| --------- | ---- | --- | ---- | -- | - | - | - | --- |
| كوستاريكا | 4    | 2+  | 1    | 3  | 0 | 1 | 1 | 2   |
| هندوراس   | 4    | 2+  | 2    | 4  | 0 | 1 | 1 | 2   |
| غواتيمالا | 0    | 4−  | 5    | 1  | 2 | 0 | 0 | 2   |

| كوستاريكا        | 1–1   | هندوراس      |
| ---------------- | ----- | ------------ |
| فيكتور نونيز 42' | تقرير | نونييز 90+1' |

| غواتيمالا | 0–2   | كوستاريكا        |
| --------- | ----- | ---------------- |
|           | تقرير | أورينيا 47'، 82' |

| هندوراس                      | 3–1   | غواتيمالا   |
| ---------------------------- | ----- | ----------- |
| نونييز 13' · كلاروس 42'، 89' | تقرير | راميريز 24' |

## الجولات النهائية

### مباراة المركز الخامس
| نيكاراغوا    | 2 – 1 | غواتيمالا             |
| ------------ | ----- | --------------------- |
| رودريغيز 23' | تقرير | رويز 45+1' · ليون 66' |

### نصف النهائي
| هندوراس                   | 0 – 2 | السلفادور |
| ------------------------- | ----- | --------- |
| ليفيرون 77' · شافيز 90+3' | تقرير |           |

| بنما      | 1 – 1 | كوستاريكا  |
| --------- | ----- | ---------- |
| بيريز 75' |       | بورخيس 67' |

### مباراة المركز الثالث
| السلفادور | 0 – 0 | بنما |
| --------- | ----- | ---- |
|           | تقرير |      |

### النهائي
| هندوراس                          | 1 – 2 | كوستاريكا   |
| -------------------------------- | ----- | ----------- |
| و. مارتينيز 8' · إ. مارتينيز 53' | تقرير | أورينيا 73' |

| بطل كأس أمريكا الوسطى 2011 |
| -------------------------- |
| · هندوراس · للمرة الثالثة  |

## الهدافين
3 أهداف
 رافاييل بورغوس
هدفين
| ماركو أورينيا جايم ألاس | خورغي كلاروس رامون نونييز | إدوين أغيلار أرماندو كوبر |

1 هدف
| دانييل خيمينيز أورلاندو خيمينيز إلروي سميث فيكتور نونيز | أوسايل روميرو ديريس أومانزور غييرمو راميريز | دنيس إسبينوزا روبيرتو براون لويس رينتيريا |